# FTN2Day
FTN2Day was een indexsite voor usenet en is onderdeel van FTN. Via deze site kon de gebruiker zoeken wat er op usenet aan binaire bestanden gepost werd. Het principe was gelijk aan het programma FTD. FTN2Day kon niet gebruikt worden om te downloaden. Daarvoor moest gebruikgemaakt worden van een newsreader. De site werkte op het domein ftn2day.nl.

## De onderdelen van FTN
FTN had inmiddels verschillende onderdelen waar de leden met elkaar in contact bleven: de usenet-indexingsite FTN2Day, het forum, de IRC-chat en het radiostation FTN-Radio.

## Voordelen van FTN2Day
Het grootste voordeel van FTN2Day was dat het web-based was. Wat betekent dat er geen software geïnstalleerd hoefde te worden om het te gebruiken en het platformonafhankelijk was. FTN2Day werd gebruikt om posts en spots op usenet te ordenen en informatie over die posts en spots te verschaffen. Een hoop usenetwebsites maken gebruik van forum software om informatie te verschaffen waardoor het erg rommelig wordt met FTN was dat niet het geval.